# Landbjörkskär
Landbjörkskär är en udde i Finland. Den ligger i Hangö i landskapet Nyland, i den södra delen av landet, 100 km väster om huvudstaden Helsingfors.
Terrängen inåt land är mycket platt. Havet är nära Landbjörkskär åt sydost.  Närmaste större samhälle är Hangö, 13,3 km väster om Landbjörkskär. 